# 由羅カイリ
由羅 カイリ（ゆら カイリ、1月16日 - ）は、日本のイラストレーター、漫画家。血液型はB型。
主にゲームのアンジェリークシリーズのキャラクターデザイン、ライトノベルの『彩雲国物語』のイラストで知られる。

## 作品リスト

### ゲーム
- アンジェリークシリーズ - ほぼシリーズ全作品のキャラクターデザイン、イラスト、コミカライズを担当。
- ネオ アンジェリーク - キャラクターデザインを担当。
- マジきゅんっ!ルネッサンス - キャラクター原案を担当（テレビアニメも同じ）。

### 挿絵・表紙絵
- 「リダーロイス」シリーズ（榎木洋子作、コバルト文庫）
- 「水晶の娘セリセラ」シリーズ（ひかわ玲子作、講談社X文庫ホワイトハート、上中下巻）
- 「真ハラーマ戦記」シリーズ（ひかわ玲子作、講談社X文庫ホワイトハート、全3巻）
- 雄飛の花嫁 涙珠流転（森崎朝香作、講談社X文庫ホワイトハート）
- 天の階 竜天女伝（森崎朝香作、講談社X文庫ホワイトハート）
- 翔佯の花嫁 片月放浪（森崎朝香作、講談社X文庫ホワイトハート）
- 鳳挙の花嫁 朱明探求（森崎朝香作、講談社X文庫ホワイトハート）
- 玄天の花嫁 嬌鳥待望（森崎朝香作、講談社X文庫ホワイトハート）
- 「彩雲国物語」シリーズ（雪乃紗衣作、角川ビーンズ文庫） - コミカライズ、アニメのキャラクター原案も担当。
- 「かぎろひさやか」シリーズ（深山くのえ作、ルルル文庫）
- 「封鬼花伝」シリーズ（三川みり作、角川ビーンズ文庫）
- 太陽と月の眠るところ 紫微国妖夜話（宮池貴巳作、小学館文庫キャラブン!）
- 月と星の還るところ 紫微国妖夜話（宮池貴巳作、小学館文庫キャラブン!）
- 星の鏡は輝かない 紫微国後宮秘話（宮池貴巳作、小学館文庫キャラブン!）
- 聖女様の宝石箱 ダイヤモンドではじめる異世界改革（文野あかね作、角川ビーンズ文庫）
- 千夜一恋物語（日向そら作、ビーズログ文庫）
- 「桜花傾国物語」シリーズ（東芙美子作、講談社X文庫ホワイトハート、全4巻）
- 凜花烈風物語（東芙美子作、講談社X文庫ホワイトハート）
- 桜の花守 桜春国の鬼官吏は主上を愛でたい（片瀬由良作、小学館文庫キャラブン!）
- 北斗（遠藤遼作、小学館文庫）

### 漫画
- アンジェリーク（あすかコミックス、角川書店、全11巻）
  - 新装版 アンジェリーク（あすかコミックス、角川書店、全5巻）
- 彩雲国物語（あすかコミックス、角川書店、全9巻）

### イラスト集・画集
- 星の王冠 ― 由羅カイリ アンジェリーク自選画集（コーエー、2001年1月28日初版発行）ISBN 4-87719-833-4
- 彩雲国物語 イラスト集（角川書店、2009年3月27日初版発行）ISBN 978-4-04-854288-3
- 由羅カイリ画集 〜アンジェリーク 20th Anniversary（コーエーテクモゲームス、2014年9月23日初版発行）ISBN 978-4-7758-0932-7